# Tinodes patagana
Tinodes patagana är en nattsländeart som beskrevs av Wolfram Mey 1998. Tinodes patagana ingår i släktet Tinodes och familjen tunnelnattsländor. Inga underarter finns listade i Catalogue of Life.